# Полиция нравов Голливуда
«Полиция нравов Голливуда» (англ. Hollywood Vice Squad) — полицейский боевик 1986 года режиссёра Пенелопы Сфирис.

## Сюжет
Паулин Стэнтон, мать девушки-подростка Лори, отправляется в Голливуд, чтобы разыскать свою дочь. Случайно Паулин узнаёт, что Лори связалась с порноиндустрией и чтобы найти и вернуть дочь Паулин решает искать её вместе с полицейской командой.

## Актёрский состав
- Ронни Кокс — капитан Дженсен
- Фрэнк Горшин — Уолш
- Леон Исаак Кеннеди — Хоукинс
- Триш Ван Девер — Паулин Стэнтон
- Кэрри Фишер — Бетти Мелтон
- Эван С. Кинг — Чанг
- Джои Траволта — Стивенс
- Х. Б. Хэггерти — Тэнк
- Чек Веррелл — Джуди
- Джулиус Харрис — Джесс
- Марвин Каплан — мужчина с куклой
- Бьюи Старр — Фарбер
- Том Эверетт — Миллер
- Робин Райт Пенн — Лори Стэнтон
- Сэнди Крисп — Шарлин

## Дополнительная информация
- Теглайн картины: «Самые необычные полицейские силы в мире».

- Для Робин Райт фильм стал первой художественной картиной, в которой она снялась.

- Премьера фильма состоялась:
  - в США — 28 февраля 1986, в Бисмарке, Северная Дакота
  - в Австралии — 2 октября 1986

В других странах картина известна под названиями:
- Западная Германия: «Hollywood Cop»
- Финляндия: «Hollywood Vice Squad»
- Греция: «Hollywood: Tmima ithon»
- Канада: «The Boulevard».

Этот фильм — официальный ремейк фильма Пола Шредера «Жесткач» (англ. Hardcore).